# Refuge de la Pilatte
Il refuge de la Pilatte (2.572 m s.l.m.) si trova nel massiccio degli Écrins, nel dipartimento dell'Isère ed ai piedi di Les Bans.

## Caratteristiche
Il rifugio si trova su un promontorio morenico sopra il glacier de la Pilatte.

## Accesso
Si raggiunge il rifugio partendo da La Bérarde in circa tre ore di cammino.

## Ascensioni
- Les Bans - 3.669 m

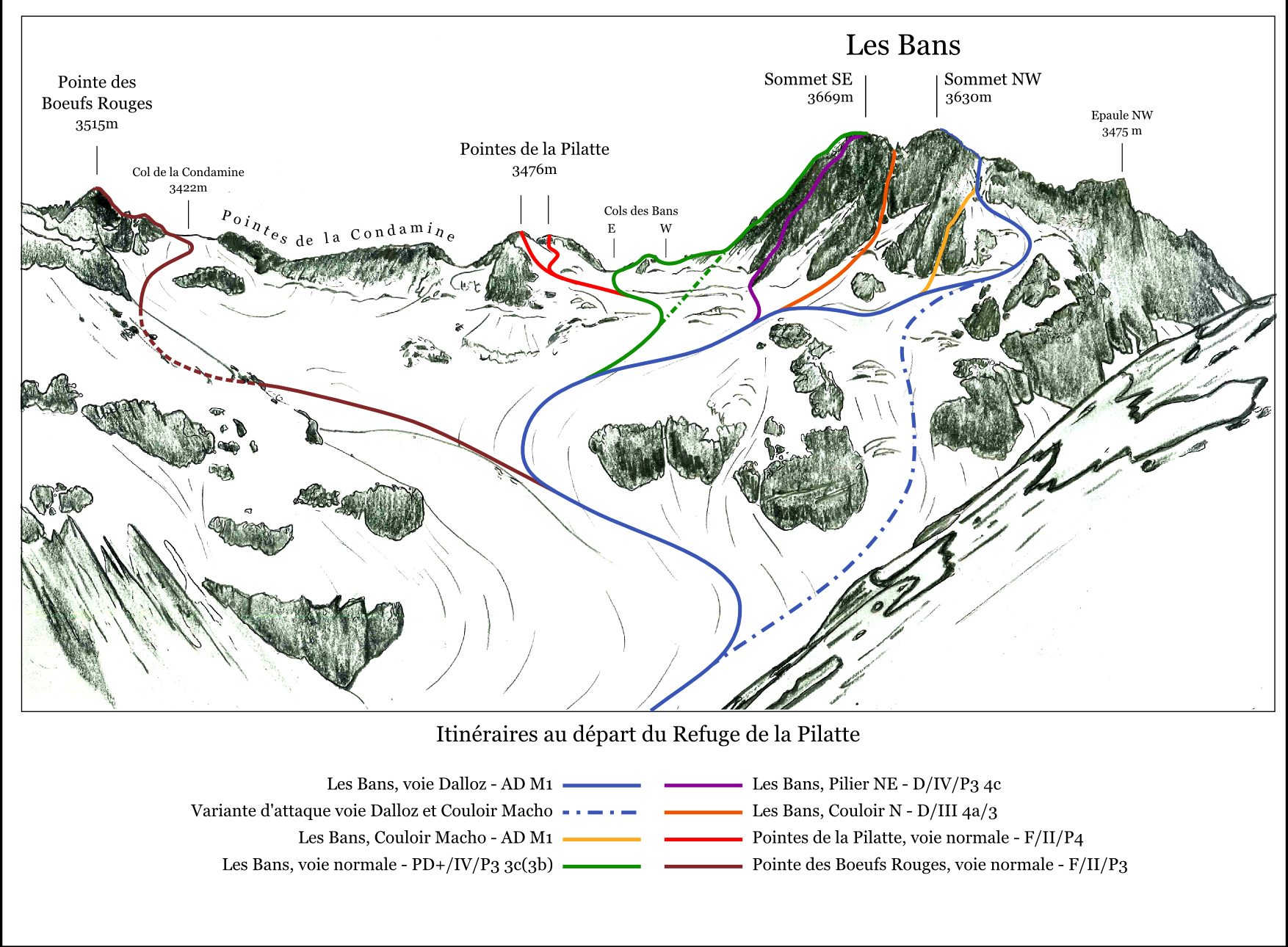
Possibili ascensioni dal rifugio.

- Pointe des Boeufs Rouges - 3.516 m
- Pointe de la Pilatte - 3.476 m
- Mont Gioberney - 3.351 m

## Traversate
- Refuge du Sélé - 2.511 m - attraverso il  Col du Sélé (3.283 m)